# دیمن آلبارن
دیمن آلبارن (به انگلیسی: Damon Albarn) (زادهٔ ۲۳ مارس ۱۹۶۸) خواننده/ترانه‌سرا و تهیه‌کنندهٔ موسیقی اهل انگلستان است. او طی سال‌های فعالیت حرفه‌ای‌اش در پروژه‌های متعدد و سطح بالا مشارکت داشته‌است.
آلبارن در ابتدا در جایگاه ترانه‌سرا و خوانندهٔ گروه آلترنتیو بلِر فعالیت موسیقی‌اش را آغاز کرد و شناخته‌شد، اما پس از تأسیس گروه مجازی گوریلاز به شهرت بین‌المللی رسید. او در گوریلاز هم، ترنه‌سرای اصلی و خواننده-تحت نام مستعار تودی- است.
پروژه‌های دیگر او د گود، د بد اند د کویین، مانکی: جورنی تو د وست و مالی میوزیک هستند.